# Tjejvättern
Tjejvättern är ett årligt motionslopp för cykel i Motala kommun sedan 1991. De tävlande cyklar 100 kilometer. Tjejvättern ingår i Tjejklassikern.